# Ali Can Ünal
Ali Can Ünal (1988) is een Vlaams acteur die bekendheid kreeg met zijn hoofdrol Aziz in Zonder afspraak.

## Biografie
Ali Can Ûnal groeide op in Çifteler en verhuisde op jonge leeftijd naar België. Op later leeftijd studeerde Theater hij aan het Ritcs te Brussel alwaar hij in 2019 als master afstudeerde. 
Hij speelde o.a. bij Walpurgis, Opera La Monnaie, Het Zuidelijk Toneel en Compagnie Cecilia. 
In 2022 stichtte hij, samen met Joeri Happel en Lieselot Siddiki, het collectief Klub Kilim. Daarnaast is hij artistiek begeleider bij Jong Gewei.

## Theater (selectie)
- De Abrikozenboom (Klub Kilim)
- De puinstraat (Compagnie Cecilia)

## Televisie[3]
- 2017 - Ondertussen iets drinken, als Brent
- 2017 - Amigo's, als Erol
- 2021 - Shaq, Friturist
- 2023 - Zonder afspraak, als Aziz